# Río Amguyema
El río Amguyema (del ruso: Амгуэма) es un río asiático que discurre por la península de Chukchi, uno de los más largos que desemboca en el mar de Chukchi. Tiene una longitud de 498 km y drena una cuenca de 28.100 (similar a países como Albania, Guinea Ecuatorial o Burundi).
Administrativamente, todo el río, y su cuenca, pertenecen al distrito autónomo de Chukotka de la Federación de Rusia. 

## Geografía
El río Amguyema nace en la vertiente septentrional de la cordillera del Anadyr. En la parte alta, el río es un río típico de zonas montañosas, con un curso rápido, que fluye a menudo en un cañón, en dirección generalmente suroriental. En el curso medio, cruza un valle intermontano, la depresión Amguemskuyu. En el curso bajo, ya en dirección norte, discurre por una extensa llanura aluvial-lago, con numerosos ríos y lagos y rodeada por grandes lagunas marinas. Finaliza en la amplía bahía de Amguema, en el mar de Chukchi. 
El régimen del río Amguyema se caracteriza por las inundaciones de primavera y algunas crecidas a finales de verano. El río está congelado hasta el mes de junio, cuando tienen lugar las inundaciones. En julio, el agua del río se calienta hasta los 13 °C y a principios de octubre vuelve a congelarse. En la cuenca del río se extraen estaño, tungsteno y oro.
Su principal afluente, por la margen izquierda, es el río Chantalveergyn (ca. 210 km).
Río arriba se encuentra la pequeña ciudad de Amguyema o Amguem, donde viven alrededor de 600 habitantes, en su mayoría del pueblo chukchi.
68°13′N 177°30′E / 68.217, 177.500